# Franc Cerar
Franc Cerar, slovenski rimskokatoliški duhovnik, jezuit in pisatelj. * 22. januar 1922, Dobliče, † 10. avgust 2014, Maribor.

## Življenje
Rodil se je v vasi Dobliče pri Črnomlju v kmečki družini z 11 otroki. V matični knjigi je vpisan kot Frančišek. Oče mu je bil France, mati mu je bila Marija (rojena Sterbenc). Leta 1943 je maturiral v Novem mestu. Istega leta se je pridružil partizanom in ostal do konca druge svetovne vojne. 

Leta 1946 je vstopil v Družbo Jezusovo oz. k jezuitom. Sveto mašniško posvečenje je prejel leta 1955 v Zagrebu.  8 let je kaplanoval pri sv. Magdaleni v Mariboru. Tu je bil 14 let tudi župnik. Sočasno je bil ljudski misijonar. Mladim je približeval petje z igranjem kitare in izdajo dveh pesmaric. Sodeloval je s časopisom Družina, informativnim listom Slovenski jezuiti, revijo Cerkev v sedanjem svetu in z drugimi časniki. Napisal je več knjig z duhovno in zgodovinsko tematiko. Bil je voditelj duhovnih vaj.
Živel je v jezuitski skupnosti v Mariboru.

## Dela
- Pesmarici:
  - Zapojmo bratje (1967)
  - Zapojmo bratje II (1969)

- Avtobiografije:
  - Partizan nekoliko drugače (1988)
  - Od partizana do novomašnika (2005)
  - Navzkrižja in izravnave (2009)

- Duhovno pisanje:
  - Evangelij na prepihu (1986)
  -  Starši in mladostniki (1985)
  - Beseda da besedo (1994)
  - Iz dežele v deželo: duhovne vaje po smernicah sv. Ignacija L. (1997)

- Zgodovinska dela:
  - Dobliče in Dobličan škof Janez Vitrin. Napisal France Cerar (1974)
  - 750 let župnije Črnomelj (1978)
  - Župnija svete Magdalene v Mariboru: 1289-1989 (1989)
  - Krka, dolina škofov (2011)

## Navedek
Vojna mi je postregla s spoznanjem: kjer ni Boga, je svet brez vrednot. Partizanstvo moje vere ni omajalo, še več, potrdilo je mojo odločitev za duhovništvo. Potrdilo me je v prepričanju, da je duhovnik za svet potreben. V partizanih sem spoznal, da je vera zdravilo proti zlu in da so ljudje tega zdravila potrebni. Okrog mene je bilo toliko src, ki so gojila sovraštvo, toliko glav, ki so snule maščevanje - moja vloga je bila, da z molitvijo to blažim in kličem blagoslov.